# Christopher and His Kind
Christopher and His Kind je britský televizní film z roku 2011. Film režíroval Geoffrey Sax podle scénáře Kevina Elyota jako adaptaci stejnojmenné knižní předlohy anglického spisovatele Christophera Isherwooda. Jedná se o autobiografické drama o zážitcích samotného Ishwerwooda (hrál jej Matt Smith) během svého pobytu v Berlíně na počátku 30. let 20. století. České publikum se s filmem mohlo seznámit pod festivalovým názvem Sbohem Berlíne na queer film festivalu Mezipatra 2011.

## Postavy a obsazení
| Matt Smith            | Christopher Isherwood        |
| Toby Jones            | Gerald Hamilton              |
| Imogen Poots          | Jean Rossová                 |
| Douglas Booth         | Heinz Neddermeyer            |
| Pip Carter            | W. H. Auden                  |
| Alexander Doetsch     | Caspar                       |
| Iddo Goldberg         | Wilfrid Landauer             |
| Issy Van Randwyck     | Fräulein Thurauová           |
| Lindsay Duncan        | Kathleen Isherwoodová        |
| Perry Millward        | Richard Isherwood            |
| Faolan Morgan         | Pieps                        |
| Clare Louise Connolly | Fräulein Schmidt             |
| Maggie Hayes          | Fräulein Mayr                |
| Will Kemp             | Bobby Gilbert                |
| Gertrude Thoma        | Fräulein Lili Neddermayerová |
| Tom Wlaschiha         | Gerhardt Neddermeyer         |
| Stuart Graham         | celní úředník                |